# ヨハンナ・オモロ
ヨハンナ・オチエング・オモロ（英語: Johanna Ochieng Omolo、1989年7月31日 - ）は、ケニアのサッカー選手。ケニア代表。ポジションはMF。

## クラブ歴
ナイロビ生まれ。コースト・スターズFCで選手となった。2007年にロワイヤル・セルクル・スポルティフ・ヴィゼに移籍。2009年にCSフォラ・エシュに移籍した。2011年にKベールスホットACに移籍、翌年ロンメル・ユナイテッドに期限付き移籍、その後完全移籍した。2014年にロイヤル・アントワープに移籍。2017年にサークル・ブルッヘに移籍した。2021年1月、コジャエリスポルに移籍。同年8月、コジャエリスポルに移籍。

## 代表歴
代表初招集は2010年9月。2011年2月9日の南アフリカ共和国代表との親善試合で代表初出場を記録した。代表初得点は2014年5月18日に行われたアフリカネイションズカップ2015予選のコモロ代表戦であった。